# Nanolania
Nanolania é um gênero extinto de Rhytidosteidae do início do período Triássico (estágio Induano) do centro-sul de Queensland, na Austrália. Foram encontrados fragmentos pós-orbitais associados a mandíbula inferior, um crânio com as laterais completas com mandíbulas, um crânio mal conservado com ramo mandibular direito, um crânio parcial mal conservado e um fragmento pós-orbital associado a mandibular posterior, recuperado da Formação Arcadia no Grupo Rewan . Este gênero foi nomeado por Adam M. Yates em 2000, e a espécie-tipo é Nanolania anatopretia 